# Elia Zurbriggen
Elia Zurbirggen, né le 9 octobre 1990 à Viège, est un skieur alpin suisse. Il est spécialiste du slalom géant.

## Biographie
Fils aîné de Pirmin Zurbriggen, Elia Zurbriggen naît le 9 octobre 1990 à Viège,. Issu d’une famille de skieurs de haut niveau, avec un père et une tante, Heidi Zurbriggen, il commence sa propre carrière dans les courses FIS à partir de la saison 2005-2006, avant de goûter à la Coupe d'Europe en 2011.
Il fait ses débuts en Coupe du monde en janvier 2013 à Adelboden. Il marque ensuite des points (trente premiers) lors de sa deuxième course en slalom géant avec une 26e place à Garmisch-Partenkirchen. Il atteint le top vingt à Åre en décembre 2014 (13e) puis le top dix en mars 2017 à Kranjska Gora (8e). Ce même hiver, il gagne trois manches de Coupe d'Europe, se classant premier du classement de slalom géant. La saison suivante, il marque à cinq reprises des points en Coupe du monde, pour établir son meilleur classement (27e du slalom géant).
Il compte une sélection en championnat du monde à l'occasion de l'édition 2015, où il est 27e du slalom géant.
En dehors du ski, il joue dans le groupe Wintershome avec plusieurs membres de sa famille.
Il devient père en 2019 avec sa femme Loredana après s'être marié en 2018.

## Palmarès

### Championnats du monde
| Édition / Épreuve          | Slalom géant |
| -------------------------- | ------------ |
| Mondiaux 2015 Beaver Creek | 27e          |

### Coupe du monde
- Meilleur classement général : 85e en 2018.
- Meilleur résultat : 8e.

| Saison/Classement | Général | Général | Slalom géant | Slalom géant |
| Saison/Classement | Class.  | Points  | Class.       | Points       |
| ----------------- | ------- | ------- | ------------ | ------------ |
| 2012-2013         | 133e    | 8       | 45e          | 8            |
| 2013-2014         | 126e    | 9       | 45e          | 9            |
| 2014-2015         | 117e    | 20      | 33e          | 20           |
| 2015-2016         | 161e    | 1       | 57e          | 1            |
| 2016-2017         | 104e    | 32      | 35e          | 32           |
| 2017-2018         | 85e     | 52      | 27e          | 52           |
| 2018-2019         | 110e    | 30      | 33e          | 30           |

### Coupe d'Europe
- 6 podiums, dont 4 victoires.

| Saison/Classement | Général | Général | Slalom géant | Slalom géant | Slalom | Slalom |
| Saison/Classement | Class.  | Points  | Class.       | Points       | Class. | Points |
| ----------------- | ------- | ------- | ------------ | ------------ | ------ | ------ |
| 2012-2013         | 35e     | 239     | 15e          | 239          | -      | -      |
| 2013-2014         | 104e    | 78      | 28e          | 78           | -      | -      |
| 2014-2015         | 55e     | 165     | 13e          | 165          | -      | -      |
| 2015-2016         | 70e     | 118     | 19e          | 118          | -      | -      |
| 2016-2017         | 10e     | 541     | 1er          | 541          | -      | -      |
| 2017-2018         | 112e    | 65      | 33e          | 64           | 80e    | 1      |
| 2018-2019         | 81e     | 92      | 25e          | 92           | -      | -      |

| Saison / Épreuve | Slalom géant                        | Total |
| ---------------- | ----------------------------------- | ----- |
| 2012-2013        | Soldeu                              | 1     |
| 2016-2017        | Jasná Oberjoch Innichen/San Candido | 3     |
| Total            | 4                                   | 4     |